# Сент-Хилэр (город, Миннесота)
Сент-Хилэр (англ. St. Hilaire) — город в округе Пеннингтон, штат Миннесота, США. На площади 2,2 км² (2 км² — суша, 0,2 км² — вода), согласно переписи 2002 года, проживают 272 человека. Плотность населения составляет 136,7 чел./км².
- FIPS-код города — 27-57022[1]
- GNIS-идентификатор — 0650607[2]